# アミーゴ (アルバム)
『アミーゴ』（原題: Amigos）は、サンタナが1976年に発表したアルバム。

## 解説
本作ではグレッグ・ウォーカーがリード・ボーカルを担当。ゲスト・ミュージシャンはコーラス隊のみで、ほぼ全編、バンド6人のみによる演奏となっている。無名時代のサンタナを見初めたプロモーターのビル・グラハムは、1975年にバンドのマネージャーとなり、カルロス・サンタナに明快なラテン・ロックへの回帰を勧めたという。その結果、本作はサンタナ名義の作品としては4年ぶりに、全米トップ10にランク・インした。
ジャケット・デザインは、『ロータスの伝説』と同じく横尾忠則が担当。
「ジプシー仲間」の歌詞はスペイン語。2014年11月4日、カルロス・サンタナの回顧録「The Universal Tone: Bringing My Story to Light」が出版された。それに伴いNPRの音楽番組『Alt.Latino』にゲストDJとして出演した時のインタビューの中で、「アルマンド・ペラーサとの曲で一番に思い浮かぶのは?」という問いに対し、カルロス・サンタナは即座に「Gitano（ヒタノ）!」と、この曲の名を挙げた。
インストゥルメンタルの「哀愁のヨーロッパ」は日本で人気を博し（1991年に、三菱・ランサーのCM曲として使われた）、独自企画のシングルとしてリリースされた。「レット・イット・シャイン」は、本国アメリカでシングル・カットされ、全米77位。

## 収録曲
2. 6. はインストゥルメンタル。
1. ダンス・シスター・ダンス - "Dance Sister Dance (Baila Mi Hermana)" (Leon 'Ndugu' Chancler, Tom Coster, David Rubinson) - 8:14
2. テイク・ミー・ウィズ・ユー - "Take Me With You" (L. Chancler, T. Coster) - 5:24
3. レット・ミー - "Let Me" (Carlos Santana,  T. Coster) - 4:49
4. ジプシー仲間 - "Gitano" (Armando Peraza) - 6:11
5. テル・ミー・ユー・アー・タイアード - "Tell Me Are You Tired" (L. Chancler, T. Coster) - 5:39
6. 哀愁のヨーロッパ - "Europa (Earth's Cry Heaven's Smile)" (C. Santana, T. Coster) - 5:04
7. レット・イット・シャイン - "Let It Shine" (David Brown, Ray Gardner) - 5:42

## 参加ミュージシャン
- カルロス・サンタナ - ギター、ボーカル、パーカッション
- グレッグ・ウォーカー - リード・ボーカル
- トム・コスター - ピアノ、エレクトリックピアノ、ハモンドオルガン、キーボード
- デヴィッド・ブラウン - ベース
- レオン・ンドゥグ・チャクラー - ドラムス、パーカッション、バッキング・ボーカル
- アルマンド・ペラーサ - パーカッション、ボーカル

ゲスト・ミュージシャン
- マキシン・ウィラード・ウォーターズ、ジュリア・ティルマン・ウォーターズ、アイヴォリー・ストーン - バッキング・ボーカル